# Steven Chu
Steven Chu, ameriški fizik in politik, * 28. februar 1948.
Za razvoj tehnike laserskega hlajenja atomov je leta 1997 skupaj s Claudom Cohen-Tannoudjijem in Williamom Phillipsom prejel Nobelovo nagrado za fiziko.
V mandatu 2009–2013 je bil minister za energetiko ZDA v administraciji takratnega predsednika Baracka Obame.